# Тонні Адамсен
Тонні Адамсен (дан. Tonni Adamsen, нар. 15 листопада 1994, Таструп, Данія) — данський футболіст, нападник клубу «Сількеборг».

## Ігрова кар'єра
Займатися футболом Тонні Адамсен починав в академії клубу «Брондбю». Пізніше деякий час грав в команді зі свого рідного міста Таструп. У 2018 році футболіст приєднався до клубу «Фрем». Після того ще три сезони грав у клубі другого дивізіону «Гельсінгер». 
В серпні 2022 року стало відомо, про підписання контракт Адамсеном з клубом Суперліги «Сількеборг». Вже 8 серпня Тонні дебютував в складі нової команди. В сезоні 2024/25 Адамсен двічі визнавався Гравцем місяця в Суперлізі. Разом з «Сількеборгом» Адамсен грав в єврокубках.

## Титули
Сількеборг
 Переможець Кубка Данії: 2023/24
 Переможець Кубка Атлантики: 2024
Індивідуальні
- Гравець місяця в Суперлізі (Данія): Серпень 2024, Вересень 2024